# Ctenomys latro
El tucu-tucu manchado o moteado (Ctenomys latro) es una especie de roedor histricomorfo de la familia Ctenomyidae que vive en Argentina y Uruguay
Su hábitat natural son pastizales subtropicales o tropicales en tierras bajas y secas.